# Clausthaler Münze

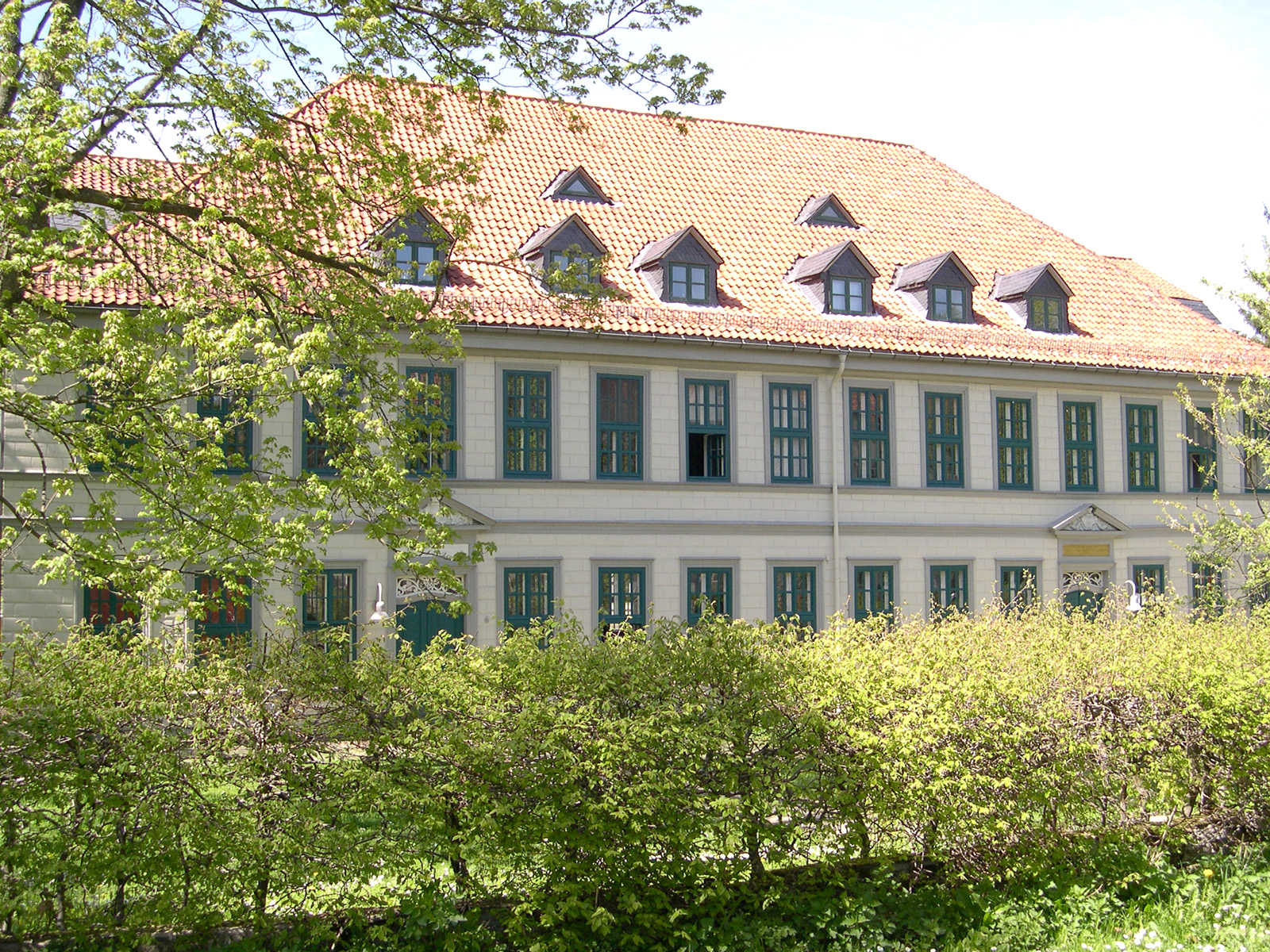
Alte Münze zu Clausthal – Studentenwohnheim 1 der TU Clausthal

Die Clausthaler Münze war eine Münzprägeanstalt, die von 1617 bis 1849 im Clausthal-Zellerfelder Stadtteil Clausthal in insgesamt drei verschiedenen Betriebsstätten an der Osteröder Straße bestand. Das zuletzt genutzte Gebäude wird heute noch Alte Münze zu Clausthal genannt. Es wurde im Jahr 1726 errichtet und ab 1849, als die Münze nach Hannover verlegt wurde, als Sitz der Direktion der Oberharzer Berg- und Hüttenwerke genutzt, bis die Alte Münze 1950 in ein Studentenwohnheim umgewandelt wurde. Durch zwei Brände und organisatorische Änderungen des Münzbetriebs lassen sich drei Betriebsperioden abgrenzen. Münzherren waren unter anderen die Herzöge von Braunschweig-Lüneburg, die Kurfürsten von Hannover und König Jérôme Bonaparte von Westphalen.

## Geschichte

### Vorgeschichte
Bereits 1530 wurde in St. Andreasberg die erste Münzstätte im Harz eingerichtet. Auch Silber, das aus den Clausthaler Gruben stammte, wurde hier verarbeitet. Bis etwa 1600 wurde das meiste Silber jedoch in Osterode vermünzt. Dort befand sich eine Münze der Herzöge von Grubenhagen. St. Andreasberg, Clausthal und Osterode gehörten damals alle zum Herzogtum Grubenhagen. Nach dem Aussterben der Herzöge von Grubenhagen ging das Gebiet zunächst an das nördlich angrenzende Herzogtum Braunschweig-Wolfenbüttel, zu dem auch die unmittelbar angrenzende Bergstadt Zellerfeld gehörte. Der Braunschweig-Wolfenbütteler Herzog Heinrich Julius schloss die Münze in Osterode und verlegte sie 1601 in das Amtshaus von Zellerfeld. Der Sohn von Heinrich Julius musste das ehemals Grubenhagener Gebiet jedoch 1617 an die Celler Linie des Hauses Braunschweig-Lüneburg herausgeben. Der Erzbergbau in Clausthal lag nun in einem anderen Fürstentum als die nur wenige Kilometer entfernte Münzstätte, weshalb in Clausthal eine eigene Münze gegründet wurde. Beide Münzstätten, die Clausthaler und die Zellerfelder Münze, prägten Ausbeutetaler, Medaillen und vor allem landesübliche Zahlungsmittel.

### Betriebsstätte Claushof (1617–1674)
Herzog Christian von Celle richtete 1617 im Claushof, einem älteren Herrenhaus, eine Hammermünze ein. In Clausthal befand sich ein wehrhaftes, von Wassergräben umgebenes Jagdquartier der Herzöge von Grubenhagen. Eine Stadtansicht von 1606 weist das Gebäude als Claushoff aus. Auch der Name Herrenhof war gebräuchlich. Dieses Gebäude wird auf einer weiteren Ansicht von 1661 als Münzstätte bezeichnet. Im Claushof wurden Münzen nach der hergebrachten Technik mit Hammer und Prägestock geprägt. Den Stadtbrand von 1634 überstand die Münze; der Claushof brannte aber 1674 ab.

### Zweite Betriebsperiode (1674–1725)
Die zweite Münze aus dem Jahr 1674 wurde mit einem Stoßwerk und einem pferdegetriebenen Streckwerk ausgestattet und war damit deutlich moderner als die erste Münze. Die Gebäude der zweiten Betriebsperiode wurden auf dem Gelände des ehemaligen Claushofs gebaut. Neben dem Haupthaus bestanden ein Schmelzhaus sowie weitere Nebengebäude und ein Löschwasserteich. Im Keller des Hauptgebäudes war ein Walz- bzw. Streckwerk zur Bearbeitung der Zaine eingerichtet, das über einen Pferdegaipel betrieben wurde.
Ab 1674 erfolgte die Prägung mittels eines Stoßwerks (Balancier), das aus Celle beschafft wurde. Überlegungen zur neuen Ausstattung der Münze waren bereits ab 1672 angestellt worden.
1717/18 wurde das Gebäude erweitert, um weitere Stoßwerke aufstellen zu können. Am 26. März 1725 ereignete sich in Clausthal ein weiterer Stadtbrand, dem die zweite Betriebsstätte großteils zum Opfer fiel. Vom Schmelzhaus war nur das Dach beschädigt.

### Dritte Betriebsperiode (1727–1849)
Das Haupthaus der dritten Münze wurde auf den Fundamenten der zweiten Münze errichtet. Im Mai 1727 war das Gebäude wieder aufgebaut. Es konnte dabei auf Planungen zurückgegriffen werden, die kurz zuvor für die Erweiterung des Vorgängerbaus angestellt worden waren (zum Beispiel Trennung in Wohnbereich und eigentliche Münze). Erhalten geblieben waren und übernommen wurden der Keller unter dem vorigen Wohnbereich und der Kellerraum mit dem Pferdegaipel unter dem Münzbetrieb. Durch die Anordnung des Glühofens und des Streck- und Walzwerks im ersten Obergeschoss konnten im Erdgeschoss zwei Prägestuben eingerichtet werden. Die Gesamtkosten beliefen sich auf gut 7000 Taler.
Der Gebäudebestand gegen Ende der Betriebsperiode umfasste ein Silberbrennhaus, in dem aus dem angelieferten Blicksilber Feinsilber gebrannt wurde. Aus dem Feinsilber wurden im Schmelzgewölbe die Zaine gegossen. Diese Gebäude waren gemauert, mit Dachziegeln bedeckt und waren mit Windöfen ausgestattet. Am westlichen Rand des Grundstücks befanden sich Kohlenschuppen sowie Kuh- und Pferdeställe, Werkstätten und eine Wächterstube. Teilweise war auch in diesen Gebäuden eine Prägestube eingerichtet. An der Nordseite waren Mistställe, Aborte und Lagergebäude errichtet worden. Zusätzlich zum Löschwasserteich gab es zwei weitere große Behälter für Löschwasser gleich hinter dem Haupthaus.
Während des Siebenjährigen Kriegs gehörte die Münze zum Kurfürstentum Hannover, das zusammen mit dem – ihm in Personalunion verbundenen – England auf der Seite Preußens kämpfte. So kam es 1761 zu einer französischen Besetzung Clausthals. Aus Münze und Zehntkasse mussten ca. 122.000 Mark Silber (etwa 28 t) als Kriegssteuer abgeliefert werden.
Als im Jahre 1789 das Kurfürstentum Hannover vom Herzoghaus Braunschweig-Wolfenbüttel die Bergstädte Zellerfeld, Wildemann, Grund und Lautenthal erhielt, verlegte man die gesamte Bergverwaltung nach Clausthal und vereinigte dort auch beide Harzer Münzstätten. Darüber hinaus gab es im gesamten Kurfürstentum nur noch die Münze in Hannover. Damit war der Stellenwert Clausthals in der Region enorm gestiegen.
In die dritte Betriebsperiode fällt auch die Zeit unter französischer Besatzung während der Napoleonischen Kriege bzw. im Königreich Westphalen (1805–1813). Die Königreichsverwaltung trennte Münze und Zehntkammer. Unter anderem wurden verschiedene Huldigungsmedaillen geprägt. 1806 wurde kurzzeitig die Prägung nach preußischem Münzfuß eingeführt, anschließend wurden hessische bzw. königlich-westphälische, dann ab 1813 wieder hannöversche Münzen geprägt.
1820 wurde die Münze auf eine neue administrative Grundlage gestellt. Bislang hatte der Münzmeister bestimmte Prägearbeiten auf eigene Rechnung durchführen können. Diese Regelung wurde nun abgeschafft und die Münze ganz in die staatliche Verwaltung übernommen. Als Leiter der Münze wurde ein „Administrator“ bestellt, Bergrat Julius Albert. Albert sprach bereits 1821 eine mögliche Schließung der Münze an.
1839 ordnete das hannoversche Finanzministerium an, dass nur noch Münzen in 12-löthigem Silber (750/1000 Feingehalt) geprägt werden sollten. Diese Legierung ist härter als das „gebrannte“ Feinsilber von etwa 950/1000, das bislang in Clausthal zur Herstellung von Kurantmünzen gemünzt wurde. Bis 1843 zogen sich verschiedene technische Anpassungen an die veränderte Härte des Münzmetalls hin. Durch eine Angleichung an die Münzrechnung der neuen und größeren Münzanstalt in Hannover wurde ab 1847 deutlich, dass die Clausthaler Münzen vergleichsweise hohe Schwankungen in Grobgewicht und Feingehalt („Schrot und Korn“) aufweisen. Die Überlegungen, die Münze nach Hannover zu verlagern wurden akut. Die Entscheidung zur Schließung fiel im darauffolgenden Jahr. Am 17. Juni 1849 wurden in Clausthal die letzten Münzen geprägt.

### Weitere Nutzung
Nach der Zusammenfassung des Münzwesens in Hannover und der Auflösung der Clausthaler Münze 1848 diente das Haus gut einhundert Jahre im Wesentlichen als Verwaltungsgebäude. Zu den unterschiedlichen Nutzern gehörten unter anderem das Oberbergamt und die Bergakademie Clausthal.
Im Jahr 1950 erwarb die Bergakademie die Liegenschaften und wandelte den Bau in ein Studentenwohnheim, das Wohnheim 1, um, welches 1951 eröffnet wurde. Vor allem diese Umnutzung und die umfassende Sanierung von 1988/89 durch den Eigentümer, das Studentenwerk Clausthal (seit 2007 durch Fusion mit dem Studentenwerk Braunschweig das spätere Studierendenwerk OstNiedersachsen), führten zu gravierenden Änderungen in der Grundrissstruktur. Die denkmalgeschützte Fassade wurde erhalten und die ursprünglich klar gegliederte Dachlandschaft näherungsweise wiederhergestellt. Im Erdgeschoss wurde eine bis ins Sommersemester 2002 betriebene Cafeteria des Studentenwerkes eingerichtet. Bei einer erneuten Renovierung 2006/07 wurden im Erdgeschoss Einzelapartments geschaffen. Insgesamt befinden sich 38 Wohneinheiten im Studentenwohnheim. Aufgrund des anstehenden hohen Sanierungsbedarfes des Gebäudes schloss das Studierendenwerk OstNiedersachsen das Wohnheim 1 zum 31. März 2025, um das Gebäude zu verkaufen. Neben hohen Sanierungskosten, u. a. auch durch Denkmalschutzauflagen, wird auf die langjährig absinkende finanzielle Unterstützung der Studierendenwerke in Niedersachsen durch das Land verwiesen, was sich auch auf die Sanierung von Wohnheimen auswirke.

## Personal

### Münzbeamte
Münzmeister bzw. Münzdirektoren leiteten die Münze Clausthal technisch und administrativ. Sie verdienten 1643 200 Taler pro Jahr, 1810 348 Taler. Aufsichtsaufgaben zur Kontrolle des Edelmetallgehalts wurden von den Münzwardeinen ausgeübt. Sie erhielten etwa den halben Lohn der Münzmeister. Ab 1821 führte ein mehrköpfiges Kollegium die Münze.
Im Claushof wirkten vier Münzmeister: Hans Lafferst (1617), Georg Krukenberg (1620), Henning Schreiber (1622–1640) und Leopold Weber (1640–1674). Den ersten dreien wird vorgeworfen, den Versuchungen der Kipper- und Wipperzeit nicht widerstanden zu haben und zumindest zeitweilig minderwertige Münzen geprägt zu haben.
Der ab 1675 im zweiten Münzgebäude arbeitende Münzmeister Heinrich Bonhorst war bestallt worden, um neue Prägetechniken einzuführen. 1695 wurde er zum ersten Clausthaler Münzdirektor befördert. 1711 folgte ihm sein Sohn Heinrich Christian Bornhorst als Münzmeister, 1717 auch als Münzdirektor nach. Ab 1722 von Krankheit gezeichnet starb Bonhorst Junior 1725 – im selben Jahr, als der Betrieb abbrannte.
Nach dem Tode Bonhorsts wurde 1725 Christian Philipp Spangenberg Münzmeister, der zuvor an der Münze als Wardein gearbeitet hatte. Später wurde Johann Christoph Borckenstein Wardein zu Clausthal. Die Beförderung Spangenbergs zum Münzdirektor erfolgte vier Jahre später. 1751 wurde Spangenberg wegen aufgelaufener Schulden entlassen und für mehrere Wochen verhaftet. Dessen Nachfolger wurde – zunächst kommissarisch – Wilhelm Schlemm, der seit 1743 das Amt des Wardeins versehen hatte. 1761 war Schacht Münzwardein. Erst 1780 wurde Schlemm Münzdirektor. Er starb 1788; anschließend verwaltete seine Witwe ein Jahr lang das Amt des Münzmeisters. Bis 1792 blieb die Stelle unbesetzt, die dann sieben Jahre lang von Philipp Ludwig Magius versehen wurde. Erst 1804 erfolgte die Wiederbesetzung mit dem Vizezehntner Georg Friedrich Michaelis.
Unter französischer Verwaltung wurde die Münze 1810 dem Kasseler Münzdirektor Dietrich Henrich Fulda unterstellt; Johann Ludwig Jordan wurde Wardein. Von 1813 bis 1819 war Berggegenschreiber Johann Wilhelm Lunde Münzdirektor. Ab 1821 stellt ein Kollegium die Münzbeamten, dem zunächst Julius Albert, dann ab 1835 Georg August Beermann als Administratoren vorstanden.

### Münzohme und -schmiede und weitere Arbeiter
Ab der zweiten Betriebsperiode (1674) wurde nicht mehr mit Hammer und Prägestock gemünzt. Diese Tätigkeit hatten voll ausgebildete Angehörige des Münzerhandwerks ausgeübt (Münzohme). Mit einem Stoßwerk konnten auch angelernte Münzschmiede und Münzarbeiter prägen. Gegen 1795 waren etwa 20 Arbeiter auf der Münze beschäftigt. Neben den Münzschmieden (Meister, Gesellen) waren dies Schmelzer, ein Münzwächter und weitere Gehilfen.

### Eisen- und Stempelschneider
- Ehrenreich Hannibal (bis 1743)
- Martin Hannibal (1743–1758)

## Prominente Besuche
- Jérôme Bonaparte und seine Ehefrau (1811)
- Heinrich Heine (1824)
- König Ernst August am 19. September 1839 mit Prägung von Münzbesuchsmünzen als Feinsilbertaler und 1 Pfennig